# عادل گرای خان

فرمانده خانات کریمه، عادل گرای خان، برادر محمد گرای دوم، که در نوامبر ۱۵۸۷ توسط صفویان در شیروان اسیر شد. Şeca'atname (1598)

عادل گرای خان (درگذشتهٔ ۱۵۷۹) برادر کوچکتر محمد گرای دوم، خانِ خانات کریمه بود. وی عنوان قالغا (دومین مقام بلندپایه پس از خان) را دارا بود.
عادل در پی روابط نامطلوب با برادر بزرگ‌ترش، به دشت‌ها مهاجرت کرد، شهر بولاسرای را در امتداد رود کالمیوس بنیان نهاد و با گردآوری حامیان نوقایی، پایگاه جدیدی برای خود ساخت. این اختلافات خانوادگی در نهایت با وساطت پدرشان، دولت گرای، پیش از مرگ او پایان یافت.
در جریان جنگ ایران و عثمانی (۱۵۹۰–۱۵۷۸)، سلطان عثمانی مراد سوم فرمان اعزام نیروهای خانات کریمه برای مقابله با صفویان در جنوب غربی دریای خزر را صادر کرد. قابل‌ذکر است که در سال ۱۵۵۱، صاحب گرای یکم به‌دلیل مخالفت با دستور مشابه، از سوی عثمانی‌ها سرنگون شده بود. این بار، محمد دوم نیرویی ۲۰ هزار نفره تحت فرمان عادل و برادرانش مبارک و غازی اعزام کرد. آن‌ها پس از سه ماه حرکت از شمال قفقاز به ساحل جنوبی خزر، در نوامبر وارد شیروان صفوی (تقریباً آذربایجان امروزی) شده و به عثمان‌پاشا ملحق شدند. در نبردی موفق، آنان نیروهای صفوی به فرماندهی آراس خان روملو را که شهر شماخی را محاصره کرده بودند، شکست دادند. این پیروزی موجب تسلط عثمانی‌ها بر ناحیهٔ غربی خزر و دسترسی به آذربایجان و ارمنستان شد. نیروهای کریمه سپس به دشت مغان حرکت کردند و قبیلهٔ روملو از طایفهٔ قزلباش را نیز شکست دادند. در همین زمان، گرجی‌ها متحد عثمانی‌ها شدند و در حملاتی همراهی کردند.
هم‌زمان، ازبک‌های عبدالله‌خان دوم به منطقهٔ مرکزی ایران، خراسان، حمله کردند ولی خیلی زود تحت فشار طوایف آسیای مرکزی قرقیز-قزاق مجبور به عقب‌نشینی شدند.
در ادامه، سپاه ایران به فرماندهی شاهزادهٔ صفوی حمزه میرزا و وزیر اعظم میرزا سلمان وارد میدان شد و در نبرد ملاحسنلی در ۲۸ نوامبر ۱۵۷۸، نیروهای خانات کریمه به‌طور کامل شکست خوردند. تمام غنائم تصرف شد و عادل گرای نیز به اسارت درآمد. در این نبرد که زیر باران سنگین رخ داد، اسب‌ها لغزیدند و تیر و کمان‌ها قدرت خود را از دست دادند. عادل با نیزه از اسب افتاد، ولی با معرفی خود به‌عنوان اسیری ارزشمند، جان خود را نجات داد. با این حال، در ژوئیهٔ ۱۵۷۹ در قزوین، در جریان کارزار بعدی و به‌دلیل توطئه‌هایی در دربار، به ویژه از سوی خیرالنساء بیگم (همسر شاه محمد خدابنده)، اعدام شد.
پس از این رویدادها، گرجی‌ها بار دیگر به صفویان پیوستند و بسیاری از اهل سنت را قتل‌عام کردند.
در مقابل، در نبرد مشعل در ۷ تا ۱۱ مه ۱۵۸۳، صفویان متحمل شکست سنگینی از عثمانی‌ها شدند و کنترل منطقهٔ غربی دریای خزر بار دیگر به عثمانی بازگشت. صفویان تا زمان ظهور شاه عباس بزرگ، بخش زیادی از سرزمین‌های مرزی خود را به عثمانی‌ها و ازبک‌ها واگذار کردند.

## برای مطالعهٔ بیشتر
- «تاتارهای کریمه و رابطه با عثمانی و صفوی». پایگاه مطالعات عثمانی. ۱۸ فروردین ۱۴۰۱.
- زرینی، حسین (تابستان – پاییز ۱۳۹۱). «خانات کریمه؛ هم پیمانان عثمانی در تصرف قفقاز ۹۹۵–۹۸۶ ق» (PDF). تاریخ ایران.